# Bullets de Baltimore (1944-1954)
Pour les articles homonymes, voir Baltimore Bullets.
Les Bullets de Baltimore (Baltimore Bullets en anglais) sont une équipe de basket-ball d'ABL, de BAA, ligue ancêtre de la NBA, puis de NBA. Elle a disparu en 1954.

## Historique
Durant leurs huit saisons de NBA, les Bullets furent trois fois qualifiés pour les play-offs et remportèrent même une fois le titre en 1948.
Bilan total : 158-292 (35,1 %)
Meilleure saison : 28-20 (1947-1948)
Pire saison : 16 - 56 (1953-1954)
Les Bullets de Baltimore n'ont aucun lien avec les Bullets de Washington, actuels Wizards de Washington.

## Noms et ligues successifs
- 1944-47 ABL Baltimore Bullets
- 1947-49 BAA Baltimore Bullets
- 1949-54 NBA Baltimore Bullets

## Entraineurs successifs
- Ben Kramer (en) 1944
- Red Rosan (en) 1944-1946
- Buddy Jeanette 1947-1951
- Walt Budko (en) 1951
- Fred Scolari 1951-1952
- Chick Reiser 1951-1952
- Clair Bee (en) 1952-1954
- Albert Barthelme (en) 1954